# 灰眼短脚鹎
灰眼短脚鹎（学名：Iole propinqua）为鹎科Iole属的鸟类。分布于中南半岛以及中国大陆的云南、广西等地，主要生活于热带海拔1000米以下开阔的次生林、也见于山坡平坝的灌丛间以及尤喜活动于果树。该物种的模式产地在越南北部。

## 亚种
- 灰眼短脚鹎广西亚种（学名：Iole propinqua aquilonis）。分布于越南以及中国大陆的云南、广西等地。该物种的模式产地在越南北部Backan。[2]
- 灰眼短脚鹎指名亚种（学名：Iole propinqua propinqua）。分布于缅甸、老挝、越南、泰国以及中国大陆的云南等地。该物种的模式产地在越南北部PaMou。[3]